# 케이프타운 물 위기

2013년 6월 30일부터 2018년 1월 15일까지 웨스턴케이프 주에서 가장 큰 6개 댐에 저장된 용수 부피를 나타낸 그래프. 물 용량이 해가 갈수록 급감하고 있는 것이 보인다. 기후계변화분석단체 자료.(CSAG)

케이프타운 물 위기는 2015년부터 시작된 남아프리카 공화국 웨스턴케이프 주의 오랜 가뭄으로 인한 케이프타운의 물 부족 사태이다. 시의 여러 절수 조치에도 불구하고 댐에 저장된 물은 급격하게 줄어들 것으로 보이며, 시청에선 상수도 공급을 중단할 "데이 제로" 계획을 세웠다. 제로데이가 닥칠 경우, 케이프타운은 물 공급이 끊겨버린 최초의 대도시가 된다.

## 데이 제로
2018년 1월 중순, 케이프타운 시장 파트리카 드 릴은 상황이 바뀌지 않으면 도시의 상수도 공급을 차단해야 한다고 밝혔다. 도시로 상수도를 공급받는 주요 댐의 수위가 13.5% 이하가 되면 '데이 제로'로 선언하기로 하였다. 이 날이 닥치면 도시 상수도 공급은 사실상 끊기며, 도시 내 거주자는 1인당 하루 25L로 제한되며 이 물도 시내 149개 급수 시설로 제한된다. 상수도는 도심 CBD 지역, 상수도를 자체적으로 만든 비공식적 정착촌, 병원 같은 필수 시설에만 공급된다.
처음에는 2018년 4월 22일 데이 제로라 선언했다가, 이후 4월 12일로 일자를 당겼다. 데이 제로는 강수량이나 물 수요량이 큰 변화 없이 그대로 쭉 이어질 것이라는 가정 하에 댐의 물용량 2주일 평균 수준을 기반으로 예측한다. 그론랜드 수자원협회(Groenland Water User's Association)에선 농업용수 및 가정용수 수요 감소로 이 날짜는 4월 16일로 늦쳐줬다고 했으며, 이후 5월 11일, 6월 4일, 7월 9일로 뒤로 늦혀졌다.

## 같이 보기
- 물 부족
- 공유지의 비극